# Chaetocnema nigrica
Chaetocnema nigrica (лат.) — вид жуков-листоедов рода Chaetocnema трибы земляные блошки из подсемейства козявок (Galerucinae, Chrysomelidae).

## Распространение
Встречаются в Южной и Юго-восточной Азии (Бангладеш, Бутан, Вьетнам, Индия, Китай, Мьянма, Сингапур, Таиланд, Шри-Ланка), на Новой Гвинее и в Палеарктике (Афганистан, Пакистан, Япония).

## Описание
Длина 1,30—1,60 мм, ширина 0,65—0,95 мм. От близких видов (Chaetocnema warchalowskii) отличается комбинацией следующих признаков: мелкими размерами, формой эдеагуса и переднеспинки (прямые боковые края, соотношение ширины к длине 1,72—1,77). Переднеспинка и надкрылья чёрные. Фронтолатеральная борозда присутствует. Антенномеры усиков коричневые (А6-11) или жёлтые (А1-4), ноги желтовато-коричневые (голени жёлтые). Голова гипогнатная (ротовые органы направлены вниз). Надкрылья покрыты несколькими рядами (6—8) многочисленных мелких точек — пунктур. Бока надкрылий выпуклые. Второй и третий вентриты слиты. Средние и задние голени с выемкой на наружной стороне перед вершиной. Переднеспинка без базальной бороздки. Кормовые растения: Amaranthaceae, Brassicaceae, Fabaceae, Convolvulaceae, Sterculiaceae, Poaceae,  Solanaceae. Вид был впервые описан в 1858 году российским офицером-разведчиком и энтомологом Виктором Ивановичем Мочульским (1810—1871) по материалам из Мьянмы, а его валидный статус был подтверждён в ходе ревизии ориентальной фауны рода Chaetocnema, которую провели в 2019 году энтомологи Александр Константинов (Systematic Entomology Laboratory, USDA, c/o Smithsonian Institution, National Museum of Natural History, Вашингтон, США) и его коллеги из Китая (Ruan Y., Yang X., Zhang M.) и Индии (Prathapan K. D.).